# Auguste De Bruyne
Augustinus, dit August, Augustin ou Gust De Bruyne, né à Hoboken le 20 juillet 1879 et décédé le 30 novembre 1969 à Anvers fut un homme politique flamand, membre du parti ouvrier belge.
Il fut ouvrier métallurgiste et syndicaliste, conseiller communal (1914-1919) et échevin à Hoboken (1914-1916); conseiller communal de la province d'Anvers (1912-19); député élu d'Anvers (1919-32); conseiller communal (1921-58) et échevin (1927-39 et 1944-46) d'Anvers.

## Sources
- base bio ODIS